# ديتر هالرفوردين
ديتر هالرفوردين (بالألمانية: Dieter Hallervorden )‏ (و. 1935  م) هو مقدم تلفزيوني، ومؤدي أصوات، ومغني، وكاتب، وفنان ملاهي، وكاتب سيناريو، وممثل أفلام ألماني، ولد في ديساو، هو عضوٌ في الحزب الديمقراطي الحر.

## التعليم
تعلم في جامعة هومبولت في برلين.

## جوائز
حصل على جوائز منها:
- نيشان الاستحقاق لبرلين
- رومي  [لغات أخرى]‏
- جائزة ستيغر  [لغات أخرى]‏
- جائزة الكباريه البافارية  [لغات أخرى]‏.

## وصلات خارجية
- ديتر هالرفوردين على موقع IMDb (الإنجليزية)
- ديتر هالرفوردين على موقع مونزينجر (الألمانية)
- ديتر هالرفوردين على موقع ألو سيني (الفرنسية)
- ديتر هالرفوردين على موقع ميوزك برينز (الإنجليزية)
- ديتر هالرفوردين على موقع أول موفي (الإنجليزية)
- ديتر هالرفوردين على موقع ديسكوغز (الإنجليزية)
- ديتر هالرفوردين على موقع قاعدة بيانات الفيلم (الإنجليزية)
- ديتر هالرفوردين على موقع كينوبويسك (الروسية)